# 陽だまりの中に
『陽だまりの中に』（ひだまりのなかに）は、堂島孝平の2枚目のオリジナルアルバム。1996年2月21日に日本コロムビアより発売された。

## 概要
前作『僕は僕なりに夢を見る』から11か月ぶりに発売された。

## 収録曲
（全曲、作詞・作曲：堂島孝平）
1. ゴー・ゴー・タンバリン!!
2. 裸の心へ
3. サニーサイド
4. ハンモック
3枚目のシングル。
5. さよなら
6. てのひら
7. 君は僕よりも
8. ペーパームーン
2枚目のシングル。
9. フリスビー
10. バード
1st december 1995 in Yokohama
11. 白の世界